# Conselho Federal de Biblioteconomia

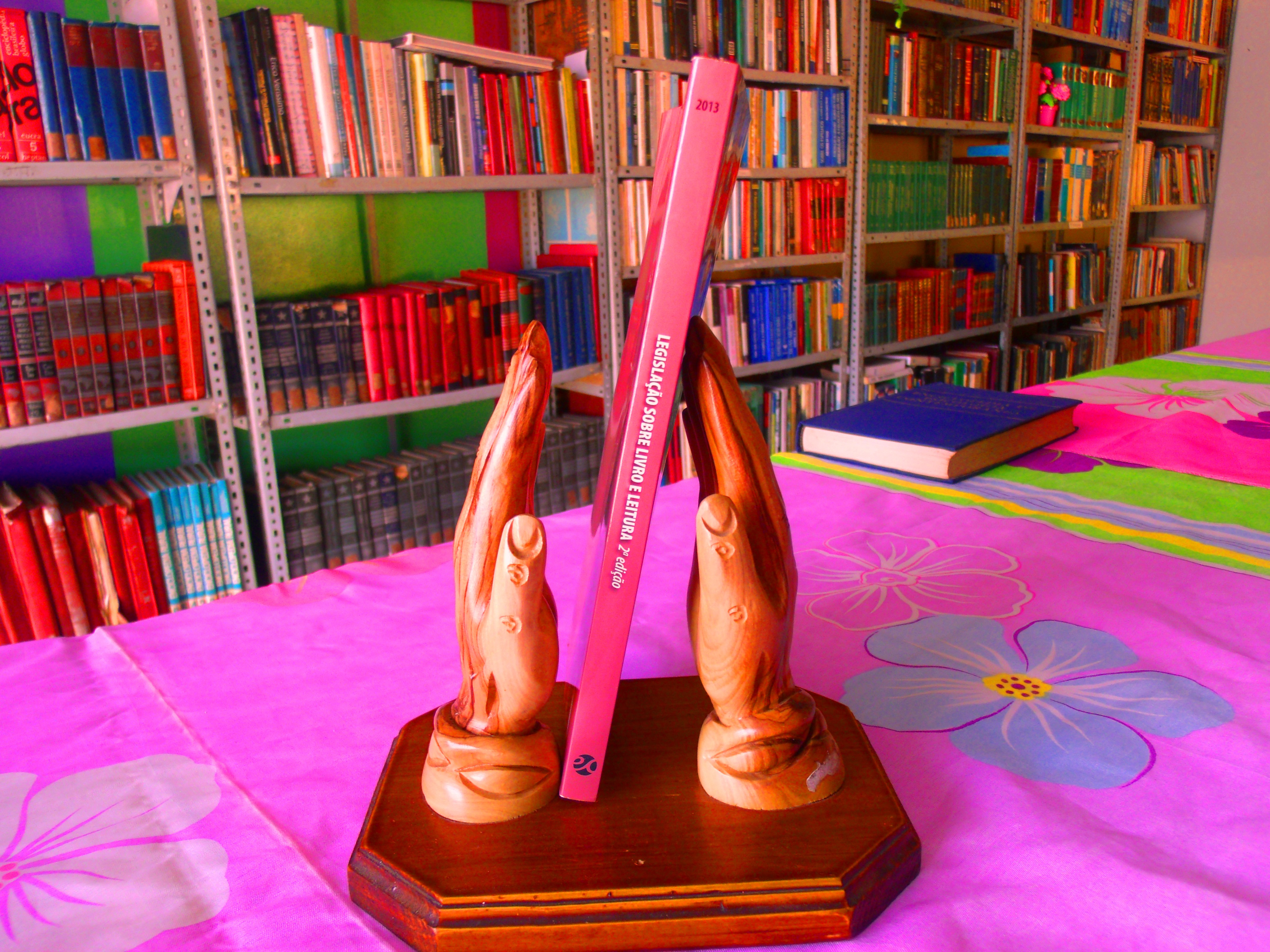
Legislação sobre livro e leitura, exposto em uma biblioteca municipal, é um livro editado pela Câmara dos Deputados do Brasil que reúne toda a legislação referente ao livro e leitura existente no ordenamento jurídico do Brasil.

O Conselho Federal de Biblioteconomia é uma autarquia e um órgão deliberativo federal de fiscalização, também chamada de autarquia corporativa, que atuam no exercício de fiscalização das atividade profissional relacionada a  profissão do bibliotecário. O Conselho Federal de Biblioteconomia, órgão centralizador foi criado pela Lei nº 4.084, de 30 de junho de 1962 e regulamentado pelo Decreto Lei nº 56.725, de 16 de agosto de 1965. Suas principal atribuição é: fiscalizar os  Conselhos Regionais no cumprimento da legislação vigente de registrar os profissionais em Biblioteconomia.

## Conselhos Regionais
Os CRBs são divididos por regiões, somando um total de quatorze, que respondem ao CFB - Conselho Federal de Biblioteconomia, órgão centralizador.
| CRBs | Jurisdição                                                | Jurisdição |
| ---- | --------------------------------------------------------- | ---------- |
| 1    | Goiás, Mato Grosso, Mato Grosso do Sul e Distrito Federal |            |
| 2    | Pará, Amapá e Tocantins                                   |            |
| 3    | Ceará e Piauí                                             |            |
| 4    | Pernambuco e Alagoas                                      |            |
| 5    | Bahia e Sergipe                                           |            |
| 6    | Minas Gerais e Espírito Santo                             |            |
| 7    | Rio de Janeiro                                            |            |
| 8    | São Paulo                                                 |            |
| 9    | Paraná                                                    |            |
| 10   | Rio Grande do Sul                                         |            |
| 11   | Amazonas, Acre, Roraima e Rondônia                        |            |
| 13   | Maranhão                                                  |            |
| 14   | Santa Catarina                                            |            |
| 15   | Paraíba e Rio Grande do Norte                             |            |